# Dactylosternum picicorne
Dactylosternum picicorne är en skalbaggsart som först beskrevs av Étienne Mulsant 1844.  Dactylosternum picicorne ingår i släktet Dactylosternum och familjen palpbaggar. Inga underarter finns listade i Catalogue of Life.